# Sobeslav I av Böhmen
Sobeslav II av Böhmen, född 1075, död 1140, var en monark av Böhmen. Han regerade från 1125 till 1140.